# معركة الدونونية
معركة الدونونية وقعت في سبتمبر 1276 (674 هـ) بين جيوش دولة المرينيبن متحدة مع جيش الفقيه ابن الأحمر والتي انتصرت على قوات الملك القشتالي ألفونسو العاشر. كان للمعركة تأثير كبير في تاريخ الأندلس الإسلامي، إذ أنها أوقفت زحف النصارى في الأراضي الإسلامية وقد أخرت سقوط مملكة غرناطة لمدة تزيد عن قرنين.

## التسمية
عُرفت هذه المعركة بموقعة الدونونيّة نسبة إلى دون نونيو دي لارا قائد الجيش القشتالي.

## ما قبل المعركة

### معاهدة بين فرناندو الثالث وابن الأحمر
في سنة 646 هـ 1248، لم يتبق في الأندلس من بلاد إسلامية غير غرناطة وما حولها من القرى والمدن، والتي لا تمثل أكثر من 15 % من البلاد الإسلامية بالأندلس، وتضم ثلاث ولايات متحدة هي: ولاية غرناطة، وولاية مالقة، وولاية ألمرية، ثلاث ولايات تقع تحت حكم ابن الأحمر الذي كان يحكمها باسم ملك قشتالة تبعاً لمعاهدةٍ بينهما، وإن كان هناك شيء من الاستقلال داخل كل ولاية.
يثير إقدام الملك فرناندو الثالث على إبرام معاهدة مع محمد بن يوسف بن نصر (المعروف بابن الأحمر)، مؤسس مملكة غرناطة، تساؤلات لدى بعض المؤرخين، خاصة في ظل الانهيار الكبير الذي كانت تعاني منه الدولة الإسلامية في الأندلس آنذاك، وما بدا من سهولة القضاء على ما تبقى من معاقلها. وتُطرح التساؤلات حول دوافع فرناندو الثالث لعقد اتفاق مع غرناطة، في حين أنه لم يتردد في السيطرة على غيرها من المدن الإسلامية دون اللجوء إلى مفاوضات أو معاهدات.
وقد أرجع عدد من الباحثين هذا الموقف إلى جملة من العوامل، أبرزها ما يلي:
- الكثافة السكانية المرتفعة في مملكة غرناطة: تمتعّت مملكة غرناطة بكثافة سكانية عالية، مما جعل اقتحامها من قبل القوات القشتالية أكثر تعقيدًا. ويُعزى هذا التركز السكاني إلى تدفق أعداد كبيرة من المسلمين نحو الجنوب بعد سقوط مدنهم بيد المسيحيين، حيث اتبع هؤلاء سياسة الطرد أو القتل بحق السكان المسلمين. ومع استمرار هذا النهج، ازدادت أعداد المسلمين الفارين إلى الجنوب الشرقي، وتحديدًا إلى منطقة غرناطة، مما شكل كتلة سكانية كبيرة يصعب التعامل معها عسكريًا.
- التحصينات القوية للمملكة : تميّزت مملكة غرناطة بامتلاكها عدداً كبيراً من الحصون المنيعة، التي كانت تحيط بالمدن الرئيسية مثل غرناطة وألمرية ومالقة. وقد شكّلت هذه الحصون عقبة أمام أي محاولة عسكرية لاجتياح المنطقة، ووفّرت للمملكة قدرًا من الدفاع الذاتي ضد الهجمات القشتالية.
- الموقع الجغرافي والدعم الخارجي : تقع مملكة غرناطة في الجنوب الشرقي من شبه الجزيرة الإيبيرية، بمحاذاة البحر المتوسط، مما جعلها قريبة من بلاد المغرب. وقد مكّنها هذا الموقع من تلقّي الدعم العسكري والمادي من دولة بني مرين، وهي دولة إسلامية سنية ظهرت آنذاك في المغرب. وأسهم هذا الدعم، الذي كان يتم بشكل متقطع، في تعزيز قدرة غرناطة على الصمود ومقاومة التوسع القشتالي لبعض الوقت.

### غرناطة ومعضلة البقاء في ظل التحالفات الهشّة
- رغم المعاهدات المبرمة بين محمد بن يوسف بن نصر (المعروف بابن الأحمر)، مؤسس مملكة غرناطة، وملوك قشتالة، والتي قامت ظاهريًا على مبدأ التعاون والتعايش، إلا أن هذه الاتفاقات لم تكن كافية لضمان استقرار طويل الأمد. فقد شهدت تلك الفترة سلسلة من الانتهاكات من الجانب القشتالي، حيث كانت القوات المسيحية بقيادة فرناندو الثالث، ومن بعده خلفاؤه، تخرق المعاهدات بصورة متكررة، عبر مهاجمة بعض المدن التابعة لغرناطة واحتلالها. أمام هذا الواقع، كان ابن الأحمر مضطرًا مرارًا إلى الدخول في مفاوضات جديدة، غالبًا ما كان يُجبر فيها على التنازل عن حصن أو مدينة مقابل الإبقاء على سلطته في غرناطة تحت سيادة اسمية لملك قشتالة. وقد أسهم هذا الوضع في إضعاف الموقف السياسي والعسكري للمملكة، إذ نشأت غرناطة في ظل تحالف غير متوازن، يعتمد على طرف مسيحي لم يُعرف بالثبات على العهود، مما جعل الكيان السياسي للغُرناطيين هشًّا وعرضة للانهيار. وخلال الفترة الممتدة من سنة 643 هـ (1245 م) وحتى 671 هـ (1273 م)، ظل ابن الأحمر يوقّع معاهدات متكررة مع ملوك قشتالة، في محاولة لحفظ ما تبقى من الكيان السياسي الإسلامي في الأندلس. في عام 671 هـ (1273 م)، شرع ألفونسو العاشر، ملك قشتالة آنذاك، في خرق المعاهدة من جديد، فبدأ بحشد الجيوش استعدادًا لاجتياح غرناطة بهدف القضاء النهائي على الوجود الإسلامي في شبه الجزيرة الإيبيرية.

### استغاثة مملكة غرناطة بالدولة المرينية في المغرب
عقب تصاعد التهديدات القشتالية ضد مملكة غرناطة، توجه مؤسسها محمد بن يوسف بن نصر (ابن الأحمر) إلى المغرب طالبًا الدعم من الدولة المرينية، التي كانت قد ورثت النفوذ في المنطقة بعد سقوط دولة الموحدين. وقد استجاب السلطان يعقوب المنصور المريني لهذا النداء، في إطار سياسة مرينية تهدف إلى دعم الوجود الإسلامي في الأندلس. وعند وفاة ابن الأحمر وتولي ابنه محمد الثاني، المعروف بلقب "الفقيه"، الحكم، واجهت غرناطة وضعًا حرجًا، إذ استأنف ألفونسو العاشر ملك قشتالة هجماته على أطراف المملكة، معتقدًا أن وفاة المؤسس أضعفت الكيان الغرناطي. وفي ظل هذا التصعيد، جدّد محمد الفقيه استغاثته بالدولة المرينية، وفاءً لوصية والده بالحفاظ على روابط التحالف مع المغرب، واستمرارًا لنهج التعويل على الدعم المريني لحماية استقلال غرناطة ومقاومة التوسع القشتالي.

### يعقوب المنصور المريني: قائد مريني في زمن الأزمات
يعقوب بن عبد الحق، المعروف بلقبه المنصور المريني، كان من أبرز سلاطين الدولة المرينية في المغرب خلال القرن السابع الهجري (الثالث عشر الميلادي)، واشتهر بلقب "رجل الشدائد" لما تميّز به من صفات قيادية وروحية جمعت بين الورع الديني والبأس العسكري. وقد وصفه المؤرخون المعاصرون له بأنه كان كثير الصيام والقيام، دائم الذكر، ميالًا للتفكر، ومحبًا للصلحاء وأهل الدين، كما عُرف برأفته بالمساكين، وتواضعه، وتوقيه لسفك الدماء. تميّز يعقوب المنصور كذلك بسخائه وكرمه، وكان خطيبًا مفوهًا يُلهب حماس جنوده ببلاغته، كما كان شجاعًا يُباشر القتال بنفسه في كثير من الأحيان. عُرف بانتصاراته العسكرية المتتالية، إذ لم تُهزم له راية، ولم يُكسر له جيش، وكانت حملاته العسكرية غالبًا ما تنتهي بالفتح والسيطرة. وقد تجلّت إحدى أبرز مواقفه في استجابته لطلب الاستغاثة الذي وجّهه إليه محمد بن يوسف بن نصر (ابن الأحمر)، مؤسس مملكة غرناطة، بعد تهديدات ملك قشتالة. حيث بادر يعقوب المنصور إلى إعداد جيش مريني، وعبر مضيق جبل طارق إلى الأندلس، دعمًا للمسلمين في مواجهة الزحف القشتالي. ويُعدّ هذا التدخل نموذجًا للتعاون العسكري والسياسي بين دولتي بني مرين في المغرب وبني نصر في الأندلس خلال تلك المرحلة الحرجة من تاريخ الأندلس.

## موقعة الدونونية (674 هـ / 1276 م)
في سنة 674 هـ (1276 م)، وقعت موقعة الدونونية بالقرب من مدينة قرطبة، بين جيش المسلمين بقيادة السلطان يعقوب المنصور المريني، وجيش قشتالة بقيادة القائد دون نونيو دي لارا. جاءت هذه المعركة في سياق الدعم العسكري الذي قدّمه المرينيون لمملكة غرناطة، في مواجهة التوسع القشتالي في الأندلس. سبق المعركة خطاب تحفيزي ألقاه السلطان يعقوب المنصور على جنوده، دعاهم فيه إلى الثبات والصبر، مشيرًا إلى الثواب الأخروي لمن يقاتل في سبيل الله. وقد جاء في إحدى عباراته المأثورة: 
 ألا وإن الجنة قد فتحت لكم أبوابها، وزينت حورها وأترابها، فبادروا إليها وجِدُّوا في طلبها، وابذلوا النفوس في أثمانها، ألا وإنّ الجنّة تحت ظلال السيوف [إِنَّ اللهَ اشْتَرَى مِنَ المُؤْمِنِينَ أَنْفُسَهُمْ وَأَمْوَالَهُمْ بِأَنَّ لَهُمُ الجَنَّةَ يُقَاتِلُونَ فِي سَبِيلِ اللهِ فَيَقْتُلُونَ وَيُقْتَلُونَ وَعْدًا عَلَيْهِ حَقًّا فِي التَّوْرَاةِ وَالإِنْجِيلِ وَالقُرْآَنِ وَمَنْ أَوْفَى بِعَهْدِهِ مِنَ اللهِ فَاسْتَبْشِرُوا بِبَيْعِكُمُ الَّذِي بَايَعْتُمْ بِهِ وَذَلِكَ هُوَ الفَوْزُ العَظِيمُ] {التوبة:111}. فاغتنموا هذه التجارة الرابحة، وسارعوا إلى الجنة بالأعمال الصالحة؛ فمن مات منكم مات شهيدا، ومن عاش رجع إلى أهله سالما غانما مأجورا حميدا، فـ [اصْبِرُوا وَصَابِرُوا وَرَابِطُوا وَاتَّقُوا اللهَ لَعَلَّكُمْ تُفْلِحُونَ] {آل عمران:200}.
أثّر هذا الخطاب في نفوس الجنود، فعمّ التأثر والوداع بينهم، وتهيّأوا للمعركة بعزيمة عالية. أسفرت المعركة عن انتصار كبير للقوات الإسلامية، على الرغم من قلة عددها الذي لم يتجاوز عشرة آلاف مقاتل. وقد قُتل نحو ستة آلاف من جنود قشتالة، وأُسر ما يقارب ثمانية آلاف آخرين. كما قُتل القائد القشتالي دون نونيو دي لارا في أرض المعركة. وحققت القوات المسلمة غنائم كبيرة، واعتُبرت هذه المعركة من أعظم الانتصارات الإسلامية بعد معركة الأرك التي وقعت سنة 591 هـ (1195 م).

## حملات يعقوب المنصور المريني بعد موقعة الدونونية
عقب انتصار المسلمين في موقعة الدونونية سنة 674 هـ (1276 م)، انقسم الجيش الإسلامي إلى قسمين. توجّه القسم الأول بقيادة محمد بن يوسف بن نصر (ابن الأحمر)، مؤسس مملكة غرناطة، نحو مدينة جيّان، حيث تمكن من السيطرة عليها بعد معركة ناجحة ضد القوات القشتالية. أما القسم الثاني، بقيادة السلطان يعقوب المنصور المريني، فقد توجّه إلى مدينة إشبيلية، حيث فرض حصارًا عليها انتهى بتحرير المدينة ومصالحة أهلها على دفع الجزية. ويُشير عدد من المؤرخين إلى أن هذه العمليات العسكرية نُفذت بقوة عسكرية لا يتجاوز قوامها خمسة آلاف مقاتل، وهو ما يعكس، وفق بعض الروايات، حالة من التفوق العسكري والمعنوي لدى الجيش المريني آنذاك، في ظل ما وُصف بـ"هيبة" الجيوش الإسلامية وتأثيرها النفسي على المدن الأندلسية.
في سنة 677 هـ (1279 م)، عاد السلطان يعقوب المريني إلى إشبيلية بعد أن نقض أهلها شروط الصلح، ففرض عليها حصارًا من جديد، انتهى أيضًا بمصالحتهم على الجزية. وبعد ذلك، توجّه إلى مدينة قرطبة، حيث فرض عليها حصارًا مماثلًا، انتهى بدورها بقبولها بدفع الجزية مقابل رفع الحصار.
تُعد هذه الحملة من أبرز محطات التوسّع السياسي والعسكري للدولة المرينية في الأندلس، وقد أثارت إعجاب المؤرخين بسبب نجاحاتها المتكررة رغم قلة عدد الجنود المشاركين، وهو ما اعتُبر نموذجًا لكفاءة القيادة العسكرية المرينية في تلك الفترة.

## ابن حاكم ألمرية وصورة سامية ومحمد بن الأحمر الفقيه والخيانة العظمى
في أثناء رجوع يعقوب المريني يموت حاكم ألمرية (من ضمن الولايات الثلاث في منطقة غرناطة، والأخرى ان هما ولاية ملقة وولاية غرناطة)، ومن بعده يتولى عليها ابنه وكان شابا فتيا، وقد أُعجب بأفعال يعقوب المريني وانتصاراته المتعددة إعجابا كبيرا، فعرض عليه حكم ألمرية بدلا منه، استجاب المنصور المريني لطلبه، فخلّف عليها قوة صغيرة من المسلمين يبلغ قوامها ثلاثة آلاف رجل، ثم استجلب ثلاثة آلاف آخرين من بلاد المغرب، ووضعهم في جزيرة طريف حتى يكونوا مددا قريبا لبلاد الأندلس إذا احتاجوا إليهم في حربهم ضد النصارى، ثم عاد هو إلى بلاد المغرب.
هنا نظر محمد بن الأحمر الفقيه إلى ما فعله حاكم ألمرية فأوجس في نفسه خيفة ابن الأحمر، وقال: إن في التاريخ لعبرة، وهو يقصد بهذا أنه حينما استعان المعتمد على الله ابن عبّاد من ملوك الطوائف بيوسف بن تاشفين أمير دولة المرابطين في المغرب، فما كان من الأخير إلا أن أخذ البلاد وضمها كلها إلى دولة المرابطين، وها هو الآن يعقوب المنصور المريني يبدأ بمدينتي طريف وألمريّة، إن في التاريخ لعبرة، ففكر عازما على أن يقف حائلا وسدا منيعا حتى لا تُضم بلاد الأندلس إلى دولة بني مارين.
ويا لهول هذا الفكر الذي كان عليه ذلك الرجل الذي لُقب بالفقيه الذي ما هو بفقيه، فماذا يفعل إذن لكي يمنع ما تكرر في الماضي ويمنع ما جال بخاطره؟ بنظرة واقعية وجد أنه ليست له طاقة بيعقوب بن منصور المريني، ليست له ولا لشعبه ولا لجيشه ولا لحصونه طاقة به، فماذا يفعل؟!
ما كان من محمد ابن الأحمر الفقيه إلا أن أقدم على عمل لم يتخيله أحد من المسلمين، ما كان منه إلا أن ذهب إلى ملك قشتالة واستعان به في طرد يعقوب بن منصور المريني من جزيرة طريف، يذهب إلى ملك قشتالة بعد أن كان قد انتصر عليه هو والمنصور المريني في موقعة الدونونية وما تلاها في سنة 677 هـ 1279 م من فتح إشبيلية وجيّان وقرطبة، يذهب إلى الذي هو عدوٌّ لهما (لابن الأحمر والمنصور المريني) ويستعين به على طرد المريني من جزيرة طريف.
وعلى موعد مع الزمن يأتي ملك قشتالة بجيشه وأساطيله ويحاصر طريف من ناحيتين، فناحية يقف عليها ابن الأحمر الفقيه، والأخرى يقف عليها ملك قشتالة.
وما إن يسمع بذلك يعقوب المنصور المريني حتى يعود من جديد إلى جزيرة طريف، وعلى الفور يجهز الجيوش ويعد العدة، ثم يدخل في معركة كبيرة مع النصارى هناك في سنة 677 هـ 1279 م فينتصر يعقوب المنصور المريني على النصارى، ويفرون من أمامه فرّا إلى الشمال، ويجد ابن الأحمر نفسه في مواجهة مع يعقوب المنصور المريني.

## علاقة محمد الفقيه بالدولة المرينية وتجديد الدعم العسكري
في أعقاب توتر العلاقات بين محمد الثاني الملقب بـ"الفقيه"، حاكم مملكة غرناطة، والسلطان يعقوب بن عبد الحق المريني، دخل الطرفان في مواجهة سياسية، إلا أن محمد الفقيه، وقد أدرك صعوبة المواجهة، سارع إلى إظهار الندم والاعتذار، مبررًا موقفه بأسباب عدة. استجاب السلطان يعقوب بن عبد الحق لهذا الاعتذار بحكمة سياسية، فعفا عنه وأعاده إلى منصبه حاكمًا لغرناطة.
وفي سنة 684 هـ (1285 م)، عاد يعقوب بن عبد الحق المريني إلى الأندلس لمساندة محمد الفقيه في حرب جديدة ضد قوات قشتالة. وقد أسفرت هذه الحملة عن انتصار مهم لصالح المسلمين، تُوّج بإبرام معاهدة صلح مع الطرف القشتالي. ويُذكر أن يعقوب المريني فرض شروط المعاهدة بنفسه، والتي لم تتضمن مطالب مادية أو توسعية، بل تمحورت حول مطلب ثقافي-علمي تمثل في استرداد كتب التراث الإسلامي التي استولت عليها الجيوش القشتالية بعد سقوط مدن أندلسية مثل قرطبة، إشبيلية، وطليطلة.
استجاب القشتاليون لهذا الشرط، وأُعيدت كميات كبيرة من الكتب إلى المغرب، مما أسهم في الحفاظ على جزء مهم من التراث العلمي والأدبي للأندلس. وقد أُودعت هذه الكتب في مكتبة مدينة فاس، حيث لا تزال محفوظة إلى اليوم. وتُعد هذه المبادرة إحدى أبرز الدلالات على حرص الدولة المرينية، وبخاصة السلطان يعقوب، على صون الإرث الحضاري الإسلامي في سياق الصراع العسكري والسياسي مع القوى المسيحية في شبه الجزيرة الإيبيرية.